# Whipsnade
Whipsnade (nogle gange stavet Wypsnad(e) ) er en lille landsby og sogn i det engelsk county Bedfordshire. Det ligger øst for Chiltern Hills, omkring 4 km syd-sydvest for Dunstable. I byen ligger Whipsnade trækatedral og den berømte ZSL Whipsnade Zoo, og byen har også lagt navn til Whipsnade Park Golf club, selvom den egentligt ligger i nabolandsbyen Dagnall.
Den lokale Wildlife Trust administrerer et lille naturreservat nord for landsbyen ved Sallowsprings (51°51′21″N 0°32′21″V / 51.8559°N 0.5391°V).
Edward John Eyre, der senere blev opdagelsesrejsende i Australien, blev født i Whipsnade i 1815.
En såkaldt bakkefigur i kridt findes på stedet. Figuren er formet som en løve og blev lavet til Whipsnade Zoo. Under Anden Verdenskrig blev den dækket over for ikke at tiltrække opmærksomhed fra de tyske bombefly.